# Rifugio Contrin
Das Rifugio Contrin (deutsch Contrinhaus) ist eine alpine Schutzhütte in der italienischen Provinz Trient in der Marmolatagruppe innerhalb der Dolomiten. Sie liegt auf einer Höhe von 2016 m s.l.m. auf dem Gemeindegebiet von Canazei und gehört der Associazione Nazionale Alpini, dem italienischen Gebirgsjägerverband. Die Hütte ist in der Regel von Anfang Juni bis Ende September geöffnet und verfügt über 112 Schlafplätze.

## Lage
Die Schutzhütte liegt im oberen Contrintal, einem Seitental des Fassatals. Sie steht auf einer bewaldeten Berglehne am Beginn des Aufstiegs zum Passo Ombretta (2701 m) unterhalb der Südwand des 3210 m hohen Gran Vernel, der den westlichen Abschnitt des Marmolata-Massivs bildet. Am Rifugio Contrin führen die Fernwanderwege Via Alpina, Sentiero Italia und Sentiero della Pace vorbei.

## Geschichte
1896 erwarb die Sektion Nürnberg des Deutschen und Österreichischen Alpenvereins (DÖAV) von der Gemeinde Pozza di Fassa den Baugrund für den Bau einer Schutzhütte im oberen Contrintal. Bereits ein Jahr später konnte die Hütte am 28. Juli 1897 mit dem Namen Contrinhaus – Nürnberger Hütte zu Füßen des Gran Vernel eröffnet werden.

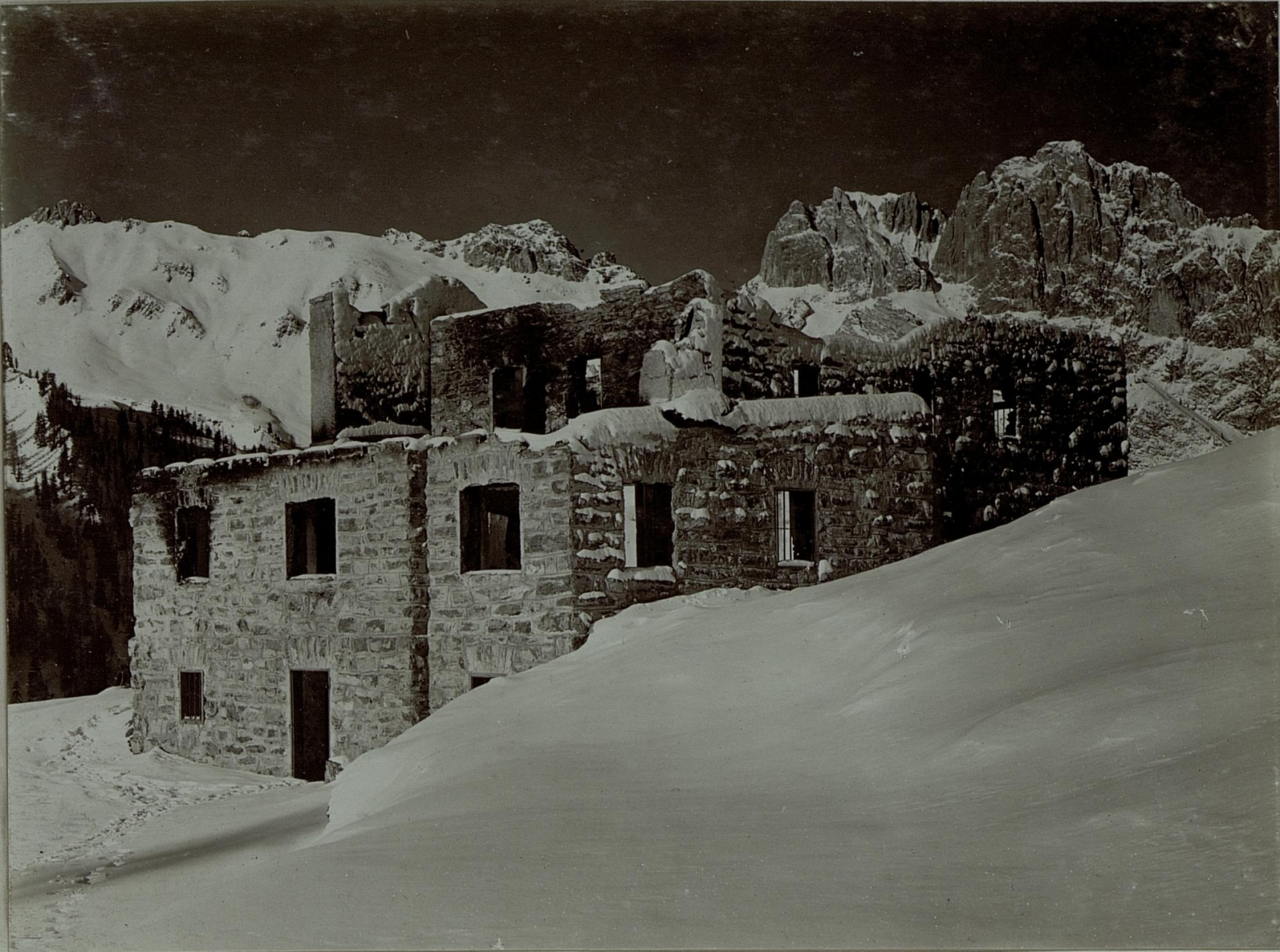
Die Ruine des im Ersten Weltkrieg zerstörten Contrinhauses (1915)

Nach Ausbruch des Ersten Weltkrieges und dem italienischen Kriegseintritt im Mai 1915 war in der Hütte ein österreichisch-ungarisches Abschnittskommando untergebracht. Am 6. September 1915 wurde das Contrinhaus von einer 70-mm-Granate zerstört, die von einem italienischen Geschütz unter dem Befehl des Alpini-Hauptmanns und Abschnittskommandanten Arturo Andreoletti abgefeuert worden war.
Nach Ende des Krieges wurde das Grundstück auf dem die Ruine lag vom italienischen Staat enteignet und wie viele andere Hütten des DÖAV dem Trentiner Alpenverein (SAT) anvertraut. Da sich der SAT nicht in Lage sah, den vollständigen Wiederaufbau zu finanzieren, war man froh, die halb wiederaufgebaute Hütte 1921 an den 1919 gegründeten Alpini-Verband A.N.A., dessen zweiter Präsident seit 1920 Arturo Andreoletti war, abzugeben. Unter Andreoletti wurde das Gebäude bis 1923 wieder aufgebaut und zum alljährlichen Verbandstreffen der Alpini Ende August 1926 unter der Bezeichnung Casa degli Alpini in Val Contrìn (dt. Alpinihaus im Contrintal) eröffnet.
1929 wurde neben dem Rifugio Contrin eine weitere Schutzhütte errichtet, die später Efrem Reatto, einem 1936 im Abessinienkrieg gefallenen und mit der goldenen Tapferkeitsmedaille ausgezeichneten Alpini gewidmet wurde. 1930 entstand etwas oberhalb der beiden Gebäude eine kleine Kapelle, die den in den Bergen verunglückten Personen gewidmet ist.
2003 beschloss der Alpiniverband die Restaurierung und Modernisierung der beiden Gebäude. Das von der Autonomen Provinz Trient mitfinanzierte Projekt konnte 2010 abgeschlossen waren.

## Zugänge
- Von Alba di Canazei, 1517 m ⊙ auf Weg 602 in 2 Stunden
- Von der Malga Ciapèla, 1559 m ⊙ auf Weg 610, 606 in 4 ½ Stunden

## Nachbarhütten und Übergänge
- Zum Rifugio Passo San Nicolò, 2338 m ⊙ auf Weg 608 in 1 Stunde
- Zum Rifugio Falier, 2074 m ⊙ auf Weg 606, 610 in 2 ½ Stunden
- Zum Rifugio Fuciade, 1972 m ⊙ auf 607 in 3 ½ Stunden
- Zum Passo San Pellegrino, 1918 m ⊙ auf Weg 607 in 4 ½ Stunden
- Zum Bivacco Marco Dal Bianco, 2727 m ⊙ auf Weg 606, 610, 650 in 2 Stunden
- Zur Capanna Punta Penia, 3340 m ⊙ auf Weg 606 und Klettersteig Marmolada in 5 Stunden